# Aslak
Aslak är även namnet på en av Finlands läkarhelikoptrar.
Aslak är ett fornnordiskt mansnamn sammansatt av fornnordiska áss ("gud") och lákr som är en sidoform av leikr, "kamp", = Guds (asagudarnas) kamp. Det ingår bland kända runstensnamn.
Namnet är mycket ovanligt i Sverige, med 128 bärare varav 32 har Aslak som tilltalsnamn (enligt statistik hämtad från Statistiska centralbyrån 15 juli 2013), men är desto vanligare i Norge, där Aslak firar namnsdag den 15 september.